# بنجامين جي. همفريز
بنجامين جي. همفريز (بالإنجليزية: Benjamin Grubb Humphreys)‏ هو عسكري وسياسي أمريكي، ولد في 26 أغسطس 1808 في مقاطعة كليبورن في الولايات المتحدة، وتوفي في 20 ديسمبر 1882 في جاكسون في الولايات المتحدة. حزبياً، نشط في الحزب الديمقراطي. وقد انتخب عضو مجلس ولاية مسيسيبي وانتخب حاكم ميسيسيبي ‏ (16 أكتوبر 1865 – 15 يونيو 1868).